# Campionati europei di atletica leggera indoor 2025
I XXXVIII Campionati europei di atletica leggera indoor si sono svolti presso l'Omnisport di Apeldoorn, nei Paesi Bassi, dal 6 al 9 marzo 2025.

## Sede
Il 6 maggio 2022, l'Associazione europea di atletica leggera (EAA) ha scelto Apeldoorn in occasione della sua 164ª riunione del Consiglio tenutasi a Monaco di Baviera. La città è stata l'unica sede che si è candidata per l'organizzazione di questo campionato.
Sarà la terza volta che gli europei indoor si svolgono nei Paesi Bassi, dopo Rotterdam 1973 e L'Aia 1989
L'organizzazione sarà una partnership di associazioni locali di atletica leggera, il comune di Apeldoorn, la provincia di Gheldria, TIG Sports e l'Unione di atletica leggera.

## Programma
La competizione di quattro giorni prevedeva 13 eventi di atletica leggera maschile, 13 eventi femminili ed un evento misto, da svolgersi in tre sessioni mattutine e quattro pomeridiane.

## Criteri di partecipazione
Il periodo di qualificazione per tutti gli eventi andava dal 20 agosto 2023 al 23 febbraio 2025 (mezzanotte, ora di Apeldoorn). Gli atleti potevano qualificarsi in tre modi diversi:
- Raggiungendo l'Entry Standard entro il periodo di qualificazione
- Tramite una wildcard World Indoor Tour
- In virtù della loro posizione nella classifica mondiale al 24 febbraio 2025 per completare, ove necessario, il numero target di atleti in ogni evento.

In totale non sono stati invitati più di due atleti maschi e due femmine di ogni Paese membro della World Athletics, eccezion fatta per i vincitori del World Indoor Tour, la cui wildcard fungeva di fatto da terzo slot per atleti.

## Calendario
| Data             | 06 | 06 | 07 | 07 | 08 | 08   | 09 | 09 |
| Evento           |    |    |    |    |    |      |    |    |
| ---------------- | -- | -- | -- | -- | -- | ---- | -- | -- |
| 60 m             |    |    |    |    | B  | SF F |    |    |
| 400 m            |    |    | B  | SF |    | F    |    |    |
| 800 m            |    | B  |    |    |    | SF   |    | F  |
| 1 500 m          |    | B  |    | F  |    |      |    |    |
| 3 000 m          |    |    |    |    | B  |      |    | F  |
| 60 m hs          |    |    |    |    | B  |      | SF | F  |
| Salto in alto    |    |    |    | Q  |    |      |    | F  |
| Salto con l'asta |    |    |    |    | Q  |      |    | F  |
| Salto in lungo   |    |    | Q  |    |    |      | F  |    |
| Salto triplo     |    | Q  |    | F  |    |      |    |    |
| Getto del peso   |    | Q  |    | F  |    |      |    |    |
| Eptathlon        |    |    |    |    | F  | F    | F  | F  |
| 4×400 m          |    |    |    |    |    |      |    | F  |

| P | Batterie preliminari | B | Batterie | Q | Qualificazioni | SF | Semifinali | F | Finale |

| Data             | 06 | 06 | 07 | 07   | 08 | 08 | 09 | 09 |
| Evento           |    |    |    |      |    |    |    |    |
| ---------------- | -- | -- | -- | ---- | -- | -- | -- | -- |
| 60 m             |    |    | B  | SF F |    |    |    |    |
| 400 m            |    |    | B  | SF   |    | F  |    |    |
| 800 m            |    | B  |    |      |    | SF |    | F  |
| 1 500 m          |    |    | B  |      |    | F  |    |    |
| 3 000 m          |    | B  |    | F    |    |    |    |    |
| 60 m hs          |    |    |    |      | B  |    | SF | F  |
| Salto in alto    |    | Q  |    |      |    |    | F  |    |
| Salto con l'asta |    |    | Q  |      |    | F  |    |    |
| Salto in lungo   |    |    |    |      | Q  |    |    | F  |
| Salto triplo     |    |    | Q  |      |    | F  |    |    |
| Getto del peso   |    | Q  |    | F    |    |    |    |    |
| Pentathlon       |    |    | F  | F    |    |    |    |    |
| 4×400 m          |    |    |    |      |    |    |    | F  |

## Partecipanti
Hanno preso parte alla competizione 625 in rappresentanza di 46 federazioni nazionali.
- Albania (1)
- Andorra (1)
- Armenia (2)
- Austria (7)
- Azerbaigian (1)
- Belgio (25)
- Bulgaria (7)
- Croazia (7)
- Cipro (2)
- Rep. Ceca (26)
- Danimarca (4)
- Estonia (10)
- Finlandia (26)
- Francia (43)
- Georgia (2)
- Germania (38)
- Gibilterra (1)
- Gran Bretagna (50)
- Grecia (19)
- Ungheria (15)
- Islanda (3)
- Irlanda (19)
- Israele (1)

- Italia (43)
- Kosovo (2)
- Lettonia (3)
- Lituania (8)
- Lussemburgo (2)
- Malta (2)
- Moldavia (1)
- Montenegro (1)
- Paesi Bassi (52)
- Macedonia del Nord (1)
- Norvegia (15)
- Polonia (29)
- Portogallo (20)
- Romania (7)
- San Marino (1)
- Serbia (9)
- Slovacchia (5)
- Slovenia (8)
- Spagna (38)
- Svezia (20)
- Svizzera (22)
- Turchia (8)
- Ucraina (18)

## Risultati

### Uomini
| Specialità | Oro                                                                     | Prestazione | Argento                                                            | Prestazione            | Bronzo                                                                 | Prestazione |
| Corse piane |                                                                         |             |                                                                    |                        |                                                                        |             |
| 60 metri (dettagli) | Jeremiah Azu                                                            | 6"49        | Henrik Larsson                                                     | 6"52                   | Andrew Robertson                                                       | 6"55        |
| 400 metri (dettagli) | Attila Molnár                                                           | 45"25       | Maksymilian Szwed                                                  | 45"31                  | Jimy Soudril                                                           | 45"59       |
| 800 metri (dettagli) | Samuel Chapple                                                          | 1'44"88     | Eliott Crestan                                                     | 1'44"92                | Mark English                                                           | 1'45"46     |
| 1500 metri (dettagli) | Jakob Ingebrigtsen                                                      | 3'36"56     | Azeddine Habz                                                      | 3'36"92                | Isaac Nader                                                            | 3'37"10     |
| 3000 metri (dettagli) | Jakob Ingebrigtsen                                                      | 7'48"37     | George Mills                                                       | 7'49"41                | Azeddine Habz                                                          | 7'50"48     |
| Corse a ostacoli |                                                                         |             |                                                                    |                        |                                                                        |             |
| 60 metri ostacoli (dettagli) | Jakub Szymański                                                         | 7"43        | Wilhem Belocian                                                    | 7"45                   | Just Kwaou-Mathey                                                      | 7"50        |
| Salti |                                                                         |             |                                                                    |                        |                                                                        |             |
| Salto in alto (dettagli) | Oleh Doroshchuk                                                         | 2,34 m      | Jan Štefela                                                        | 2,29 m                 | Matteo Sioli                                                           | 2,29 m      |
| Salto con l'asta (dettagli) | Emmanouīl Karalīs                                                       | 5,90 m      | Medaglia non assegnata                                             | Medaglia non assegnata | Sondre Guttormsen                                                      | 5,90 m      |
| Salto con l'asta (dettagli) | Menno Vloon                                                             | 5,90 m      | Medaglia non assegnata                                             | Medaglia non assegnata | Sondre Guttormsen                                                      | 5,90 m      |
| Salto in lungo (dettagli) | Božidar Sarăbojukov                                                     | 8,13 m      | Mattia Furlani                                                     | 8,12 m                 | Lester Lescay                                                          | 8,12 m      |
| Salto triplo (dettagli) | Andy Díaz                                                               | 17,71 m     | Max Heß                                                            | 17,43 m                | Andrea Dallavalle                                                      | 17,19 m     |
| Lanci |                                                                         |             |                                                                    |                        |                                                                        |             |
| Getto del peso (dettagli) | Andrei Rares Toader                                                     | 21,27 m     | Wictor Petersson                                                   | 21,04 m                | Tomáš Staněk                                                           | 20,75 m     |
| Prove multiple |                                                                         |             |                                                                    |                        |                                                                        |             |
| Eptathlon (dettagli) | Sander Skotheim                                                         | 6 558 p.    | Simon Ehammer                                                      | 6 506 p.               | Till Steinforth                                                        | 6 388 p.    |
| Staffette |                                                                         |             |                                                                    |                        |                                                                        |             |
| Staffetta 4×400 metri (dettagli) | Paesi Bassi Eugene Omalla Nick Smidt Isaya Klein Ikkink Tony van Diepen | 3'04"95     | Spagna Markel Fernández Manuel Guijarro Óscar Husillos Bernat Erta | 3'05"18                | Belgio Julien Watrin Christian Iguacel Florent Mabille Jonathan Sacoor | 3'05"18     |
| record mondiale; record mondiale stagionale; record europeo; record europeo stagionale; record dei campionati; record nazionale; record personale; record personale stagionale. |                                                                         |             |                                                                    |                        |                                                                        |             |

### Donne
| Specialità | Oro                                                              | Prestazione | Argento                                                            | Prestazione | Bronzo                                                                           | Prestazione |
| Corse piane |                                                                  |             |                                                                    |             |                                                                                  |             |
| 60 metri (dettagli) | Zaynab Dosso                                                     | 7"01        | Mujinga Kambundji                                                  | 7"02        | Patrizia van der Weken                                                           | 7"06 =      |
| 400 metri (dettagli) | Lieke Klaver                                                     | 50"38       | Henriette Jæger                                                    | 50"45       | Paula Sevilla                                                                    | 50"99 =     |
| 800 metri (dettagli) | Anna Wielgosz                                                    | 2'02"09     | Clara Liberman                                                     | 2'02"32     | Anita Horvat                                                                     | 2'02"52     |
| 1500 metri (dettagli) | Agathe Guillemot                                                 | 4'07"23     | Salomé Afonso                                                      | 4'07"66     | Revée Walcott-Nolan                                                              | 4'08"45     |
| 3000 metri (dettagli) | Sarah Healy                                                      | 8'52"86     | Melissa Courtney-Bryant                                            | 8'52"92     | Salomé Afonso                                                                    | 8'53"42     |
| Corse a ostacoli |                                                                  |             |                                                                    |             |                                                                                  |             |
| 60 metri ostacoli (dettagli) | Ditaji Kambundji                                                 | 7"67        | Nadine Visser                                                      | 7"72        | Pia Skrzyszowska                                                                 | 7"83        |
| Salti |                                                                  |             |                                                                    |             |                                                                                  |             |
| Salto in alto (dettagli) | Jaroslava Mahučich                                               | 1,99 m      | Angelina Topić                                                     | 1,95 m      | Engla Nilsson                                                                    | 1,92 m      |
| Salto con l'asta (dettagli) | Angelica Moser                                                   | 4,80 m      | Tina Šutej                                                         | 4,75 m      | Marie-Julie Bonnin                                                               | 4,70 m      |
| Salto in lungo (dettagli) | Larissa Iapichino                                                | 6,94 m      | Annik Kälin                                                        | 6,90 m      | Malaika Mihambo                                                                  | 6,88 m      |
| Salto triplo (dettagli) | Ana Peleteiro-Compaoré                                           | 14,37 m     | Diana Ana Maria Ion                                                | 14,31 m     | Senni Salminen                                                                   | 13,99 m     |
| Lanci |                                                                  |             |                                                                    |             |                                                                                  |             |
| Getto del peso (dettagli) | Jessica Schilder                                                 | 20,69 m     | Yemisi Ogunleye                                                    | 19,56 m     | Auriol Dongmo                                                                    | 19,26 m     |
| Prove multiple |                                                                  |             |                                                                    |             |                                                                                  |             |
| Pentathlon (dettagli) | Saga Vanninen                                                    | 4 922 p.    | Sofie Dokter                                                       | 4 826 p.    | Kate O'Connor                                                                    | 4 781 p.    |
| Staffette |                                                                  |             |                                                                    |             |                                                                                  |             |
| Staffetta 4×400 metri (dettagli) | Paesi Bassi Lieke Klaver Nina Franke Cathelijn Peeters Femke Bol | 3'24"34     | Gran Bretagna Lina Nielsen Hannah Kelly Emily Newnham Amber Anning | 3'24"89     | Rep. Ceca Lada Vondrová Nikoleta Jíchová Tereza Petržilková Lurdes Gloria Manuel | 3'25"31     |
| record mondiale; record mondiale stagionale; record europeo; record europeo stagionale; record dei campionati; record nazionale; record personale; record personale stagionale. |                                                                  |             |                                                                    |             |                                                                                  |             |

### Misti
| Specialità | Oro                                                               | Prestazione | Argento                                                            | Prestazione | Bronzo                                                                   | Prestazione |
| Staffetta 4×400 m (dettagli) | Paesi Bassi Nick Smidt Eveline Saalberg Tony van Diepen Femke Bol | 3'15"63     | Belgio Julien Watrin Imke Vervaet Christian Iguacel Helena Ponette | 3'16"19     | Gran Bretagna Alastair Chalmers Emily Newnham Joshua Faulds Lina Nielsen | 3'16"49     |
| record mondiale; record mondiale stagionale; record europeo; record europeo stagionale; record dei campionati; record nazionale; record personale; record personale stagionale. |                                                                   |             |                                                                    |             |                                                                          |             |

## Medagliere
| Pos.   | Paese         | Oro | Argento | Bronzo | Totale |
| ------ | ------------- | --- | ------- | ------ | ------ |
| 1      | Paesi Bassi   | 7   | 2       | 0      | 9      |
| 2      | Italia        | 3   | 1       | 2      | 6      |
| 3      | Norvegia      | 3   | 1       | 1      | 5      |
| 4      | Svizzera      | 3   | 2       | 0      | 5      |
| 5      | Polonia       | 2   | 1       | 1      | 4      |
| 6      | Ucraina       | 2   | 0       | 0      | 2      |
| 7      | Francia       | 1   | 3       | 4      | 8      |
| 8      | Gran Bretagna | 1   | 3       | 3      | 7      |
| 9      | Spagna        | 1   | 1       | 2      | 4      |
| 10     | Romania       | 1   | 1       | 0      | 2      |
| 11     | Irlanda       | 1   | 0       | 2      | 3      |
| 12     | Finlandia     | 1   | 0       | 1      | 2      |
| 13     | Bulgaria      | 1   | 0       | 0      | 1      |
| 13     | Grecia        | 1   | 0       | 0      | 1      |
| 13     | Ungheria      | 1   | 0       | 0      | 1      |
| 16     | Germania      | 0   | 2       | 2      | 4      |
| 17     | Belgio        | 0   | 2       | 1      | 3      |
| 17     | Svezia        | 0   | 2       | 1      | 3      |
| 19     | Portogallo    | 0   | 1       | 3      | 4      |
| 20     | Rep. Ceca     | 0   | 1       | 2      | 3      |
| 21     | Slovenia      | 0   | 1       | 1      | 2      |
| 22     | Serbia        | 0   | 0       | 1      | 1      |
| 23     | Lussemburgo   | 0   | 0       | 1      | 1      |
| Totale | Totale        | 28  | 26      | 27     | 81     |

## Classifica a punti
La classifica a punti prevede, per ogni gara, l'assegnazione di 8 punti al primo classificato, 7 punti al secondo classificato e così via fino all'ottavo classificato, che riceve un solo punto. La somma dei punti forma la classifica.
| Pos.   | Nazione            | Oro | Argento | Bronzo | 4º | 5º | 6º | 7º | 8º | Finalisti | Punti tot. |
| ------ | ------------------ | --- | ------- | ------ | -- | -- | -- | -- | -- | --------- | ---------- |
| 1      | Paesi Bassi        | 7   | 2       | -      | 1  | 2  | 1  | 1  | 4  | -         | 92         |
| 2      | Gran Bretagna      | 1   | 3       | 3      | 5  | 2  | 2  | -  | 1  | -         | 87         |
| 3      | Francia            | 1   | 3       | 4      | 2  | 4  | 1  | -  | 1  | -         | 87         |
| 4      | Italia             | 3   | 1       | 2      | 3  | 1  | 3  | 1  | 1  | -         | 74         |
| 5      | Spagna             | 1   | 1       | 2      | 5  | 4  | 1  | 1  | -  | -         | 73         |
| 6      | Germania           | -   | 2       | 2      | 1  | 1  | 4  | 5  | 1  | -         | 58         |
| 7      | Svizzera           | 2   | 3       | -      | -  | 1  | 1  | -  | 1  | -         | 45         |
| 8      | Polonia            | 2   | 1       | 1      | 1  | 2  | 1  | -  | -  | -         | 45         |
| 9      | Portogallo         | -   | 1       | 3      | -  | 1  | 2  | 1  | 2  | -         | 43         |
| 10     | Rep. Ceca          | -   | 2       | 1      | 1  | -  | 5  | -  | 2  | -         | 42         |
| 11     | Belgio             | -   | 2       | 1      | -  | 3  | 1  | 2  | -  | -         |            |
| 12     | Norvegia           | 3   | 1       | 1      | -  | -  | -  | -  | -  | -         |            |
| 13     | Irlanda            | 1   | -       | 2      | 1  | 2  | 1  | -  | -  | -         |            |
| 14     | Svezia             | -   | 2       | 1      | 2  | -  | 1  | 1  | -  | -         |            |
| 15     | Finlandia          | 1   | -       | 1      | 1  | 1  | -  | 1  | -  | -         |            |
| 16     | Ucraina            | 2   | -       | -      | -  | 1  | -  | 1  | -  | -         |            |
| 17     | Serbia             | -   | 1       | -      | 1  | 1  | -  | -  | -  | -         |            |
| 18     | Romania            | 1   | 1       | -      | -  | -  | -  | -  | -  | -         |            |
| 19     | Slovenia           | -   | 1       | 1      | -  | -  | -  | -  | 1  | -         |            |
| 20     | Bulgaria           | 1   | -       | -      | -  | -  | 1  | 1  | -  | -         |            |
| 21     | Ungheria           | 1   | -       | -      | -  | -  | -  | 1  | -  | -         |            |
| 22     | Estonia            | -   | -       | -      | 1  | -  | 1  | 1  | -  | -         |            |
| 23     | Grecia             | 1   | -       | -      | -  | -  | -  | -  | -  | -         |            |
| 24     | Turchia            | -   | -       | -      | -  | 1  | -  | 2  | -  | -         |            |
| 25     | Lussemburgo        | -   | -       | -      | 1  | -  | -  | -  | -  | -         |            |
| 26     | Lituania           | -   | -       | -      | 1  | -  | -  | -  | -  | -         |            |
| 27     | Azerbaigian        | -   | -       | -      | -  | -  | 1  | -  | -  | -         |            |
| 27     | Lettonia           | -   | -       | -      | -  | -  | 1  | -  | -  | -         |            |
| 29     | Macedonia del Nord | -   | -       | -      | -  | -  | -  | -  | 1  | -         |            |
| 29     | Montenegro         | -   | -       | -      | -  | -  | -  | -  | 1  | -         |            |
| Totale | Totale             | 26  | 27      | 25     | 26 | 26 | 26 | 25 | 21 | -         | -          |